# Itália nos Jogos Olímpicos de Verão de 1956
A Itália participou dos Jogos Olímpicos de Verão de 1956 em Melbourne, na Austrália.